# Shakira Baker
Shakira Baker (Masterton, 4 de janeiro de 1992) é uma ruguebolista de sevens neozelandesa, medalhista olímpica.

## Carreira
Baker integrou o elenco da Seleção Neozelandesa Feminina de Rugby Sevens medalha de prata nos Jogos Olímpicos Rio 2016.